# Jan Watse Fokkens
Jan Watse Fokkens (Leerbroek, 8 juli 1946) is een Nederlands rechtsgeleerde. Van 2006 tot 2016 was hij procureur-generaal bij de Hoge Raad der Nederlanden.
Fokkens studeerde Nederlands recht aan de Rijksuniversiteit Utrecht en promoveerde aan de Katholieke Universiteit Nijmegen bij W.H.A. Jonkers op Reclaseering en strafrechtspleging. Na aan de KUN gewerkt te hebben als wetenschappelijk medewerker strafrecht werd hij in 1982 benoemd tot rechter in de Rechtbank Arnhem. In 1986 werd hij raadsheer in het Gerechtshof 's-Hertogenbosch en in 1988 volgde zijn benoeming tot advocaat-generaal bij het parket van de Hoge Raad. Tot juli 2011 was hij tevens hoogleraar strafrecht aan de Vrije Universiteit Amsterdam.
In 1992 stelde staatssecretaris van Justitie Kosto een commissie in onder voorzitterschap van Fokkens. Deze "Commissie TBS en Sanctietoepassing Geestelijk Gestoorde Delinquenten", meestal aangeduid als de Commissie Fokkens, adviseerde de staatssecretaris over de combinatie van TBS en een lange gevangenisstraf, de voorwaardelijk beëindiging van de verpleging, de TBS met aanwijzingen, de combinatie van de plaatsing in een psychiatrisch ziekenhuis en TBS, de maatregel van plaatsing in een inrichting voor jeugdigen en over de invoering van een speciale TBS-kamer bij de arrondissementsrechtbanken.
Van 2002 tot zijn benoeming tot procureur-generaal was hij plaatsvervangend procureur-generaal. Van 2006 tot 2016 gaf hij leiding aan het parket bij de Hoge Raad. Hij werd op 1 september 2016 opgevolgd door Jos Silvis.
Bij de lintjesregen van 2008 werd prof. mr. J.W. Fokkens benoemd tot Officier in de Orde van Oranje-Nassau.

## Beknopte bibliografie
- J.W. Fokkens, Reclassering en strafrechtspleging, Arnhem: Gouda Quint 1981 (dissertatie)
- Commissie Fokkens, Sancties op maat. Eindrapport van de Commissie TBS en Sanctietoepassing Geestelijk Gestoorde Delinquenten, 1993.
- G. Corstens en J.W. Fokkens, Inleiding fiscaal strafrecht, Deventer: Kluwer 1999.
- J. Meese en J.W. Fokkens, De duur van het strafproces in België en Nederland, Nederlands-Vlaamse Vereniging voor Strafrecht 2011.
- M.J. Vos en J.W. Fokkens, Strikwerda's Conclusies. Opstellen aangeboden aan mr. L. Strikwerda, Deventer: Kluwer 2011.